# Cynthia Lynn
Pour les articles homonymes, voir Lynn.
Cynthia Lynn, née le 2 avril 1936 à Riga et morte le 10 mars 2014 (à 77 ans) à Los Angeles, est une actrice américaine d'origine lettone.

## Biographie
Née Zinta Valda Ziemelis à Riga, elle quitte son pays natal avec sa famille en 1944, d'abord pour l'Allemagne, puis pour les États-Unis en 1950. Ce déménagement survenu au cours de la Seconde Guerre mondiale est relaté dans ses mémoires Escape to Freedom: a Biography of Cynthia Lynn, avec l'aide de l'acteur Edward Ansara.
Sa carrière d'actrice évolue dans des séries télévisées comme Gidget Grows Up, Mission impossible, The Odd Couple et L'Homme qui valait trois milliards. Mais c'est surtout son rôle de Helga, dans 22 épisodes de la comédie militaire Papa Schultz, qui lui vaut la célébrité. Sa dernière apparition à l'écran est dans un épisode de Harry O. en 1975.
Après la mort de Marlon Brando, sa fille Lisa déclare que Brando était son père. Ses parents se seraient rencontrés sur le tournage du film Les Séducteurs.
Cynthia Lynn meurt le 10 mars 2014 à Los Angeles d'une hépatite. Elle avait 77 ans.

## Filmographie

### Au cinéma
- 1964 : Les Séducteurs : Frieda

### Télévision
- 1962 : Surfside 6 (série télévisée) : Miss Knox (épisode Dead Heat)
- 1963 : The Eleventh Hour (série télévisée) : Marla (épisode Beauty Playing a Mandolin Underneath a Willow Tree)
- 1963 : Dr. Kildare (série télévisée) : Fraulein Goschen (épisode Ship's Doctor)
- 1965 : The Farmer's Daughter (série télévisée) : Hilda Bjorn (épisode Nej, Nej, a Thousand Times, Nej)
- 1967 : Mr. Terrific (série télévisée) : Dashinova (épisode Fly, Ballerina, Fly)
- 1969 : Gidget Grows Up (film TV) : Dispatcher
- 1970 : The Odd Couple (série télévisée) : Inga (épisode The Blackout)
- 1965-1971 : Papa Schultz (série télévisée) : (22 épisodes)
- 1972 : Mission impossible (série télévisée) : Lucille (saison 6 épisode 20 : Le Piège (Double Dead))
- 1973 : Love, American Style (série télévisée) : l'infirmière (segment Love and the Baby Derby)
- 1974 : L'homme qui valait 3 milliards (série télévisée) : Fraulein Krueger (épisode Dr. Wells Is Missing)
- 1975 : Harry O : fille (épisode Sound of Trumpets)